# ایوان استرانسکیی
ایوان نیکولوف استرانسکیی (بلغاری: Иван Николов Странски ; آلمانی: Iwan Nikolow Stranski ; 2 ژانویه ۱۸۹۷–۱۹ ژوئن ۱۹۷۹) یک شیمیدان فیزیک بلغاری بود که پدر تحقیقات رشد کریستال در نظر گرفته می‌شود.
او بنیانگذار مدرسه شیمی فیزیک بلغارستان بود و سرپرستی دپارتمان‌های شیمی فیزیک در دانشگاه صوفیه و بعداً در دانشگاه فنی برلین که رئیس آن نیز بود. رشد استرانسکیی-کرستانوف و مدل تاب‌خوردگی لبه سکویی برخی از مشارکت‌های استرنسکیی هستند که نام او را به خود اختصاص داده‌اند.